# Gontaud-de-Nogaret
Gontaud-de-Nogaret ist eine französische Gemeinde mit 1.641 Einwohnern (Stand: 1. Januar 2022) im Département Lot-et-Garonne in der Region Nouvelle-Aquitaine. Die Gemeinde gehört zum Arrondissement Marmande und zum Kanton Marmande-2. 

## Geografie
Gontaud-de-Nogaret liegt etwa zehn Kilometer südöstlich von Marmande. Umgeben wird Gontaud-de-Nogaret von den Nachbargemeinden Birac-sur-Trec im Norden und Nordwesten, Puymiclan im Norden, Agmé im Nordosten, Hautesvignes im Osten, Varès im Südosten, Fauillet im Süden, Fauguerolles im Südwesten sowie Longueville im Westen. 
Durch die Gemeinde führt die frühere Route nationale 641 (heutige D641).

## Geschichte
Die heutige Gemeinde entstand 1965 durch den Zusammenschluss der bis dahin eigenständigen Kommunen Gontaud und Saint-Pierre-de-Nogaret. 

## Bevölkerungsentwicklung
| Jahr                       | 1962 | 1968 | 1975 | 1982 | 1990 | 1999 | 2006 | 2012 | 2018 |
| Einwohner                  | 961  | 1550 | 1488 | 1517 | 1518 | 1537 | 1581 | 1654 | 1673 |
| Quellen: Cassini und INSEE |      |      |      |      |      |      |      |      |      |

## Sehenswürdigkeiten
- Kirche Notre-Dame in Gontaud-de-Nogaret aus dem 12. Jahrhundert, im 14. Jahrhundert und zuletzt im Jahre 1882 umgebaut, seit 1925 Monument historique
- Kirche Saint-Étienne
- Kirche Saint-Martin in Bistauzac
- Schloss Gontaud-de-Nogaret, Ende des 15. Jahrhunderts erbaut, Monument historique seit 1958
- Schlösser Lafitte, Bistauzac, Escage, Laubesc und Le Marès
- Markthalle von Gontaud-de-Nogaret, Monument historique
- Waschhaus

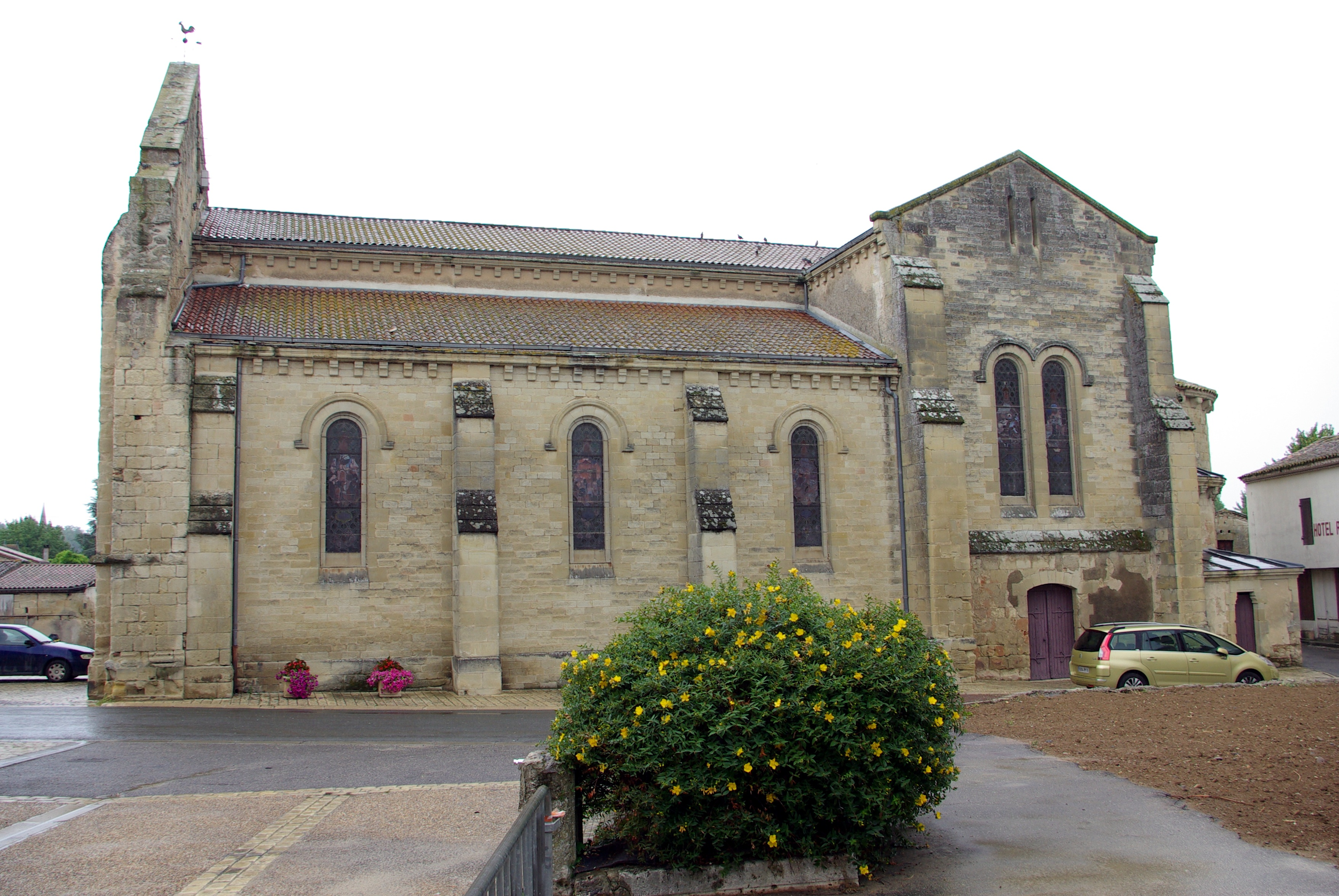
Kirche Notre-Dame
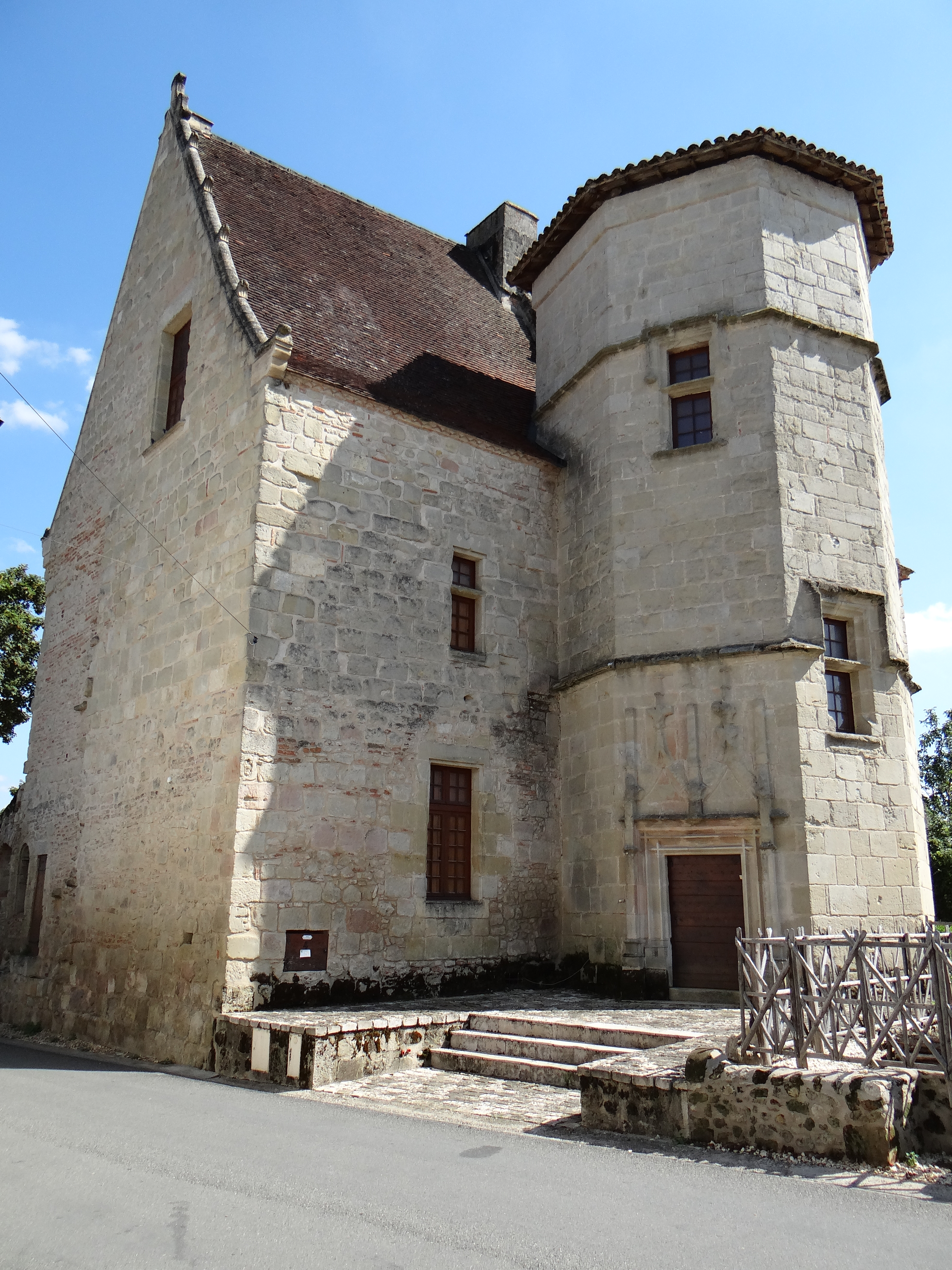
Schloss Gontaud-de-Nogaret
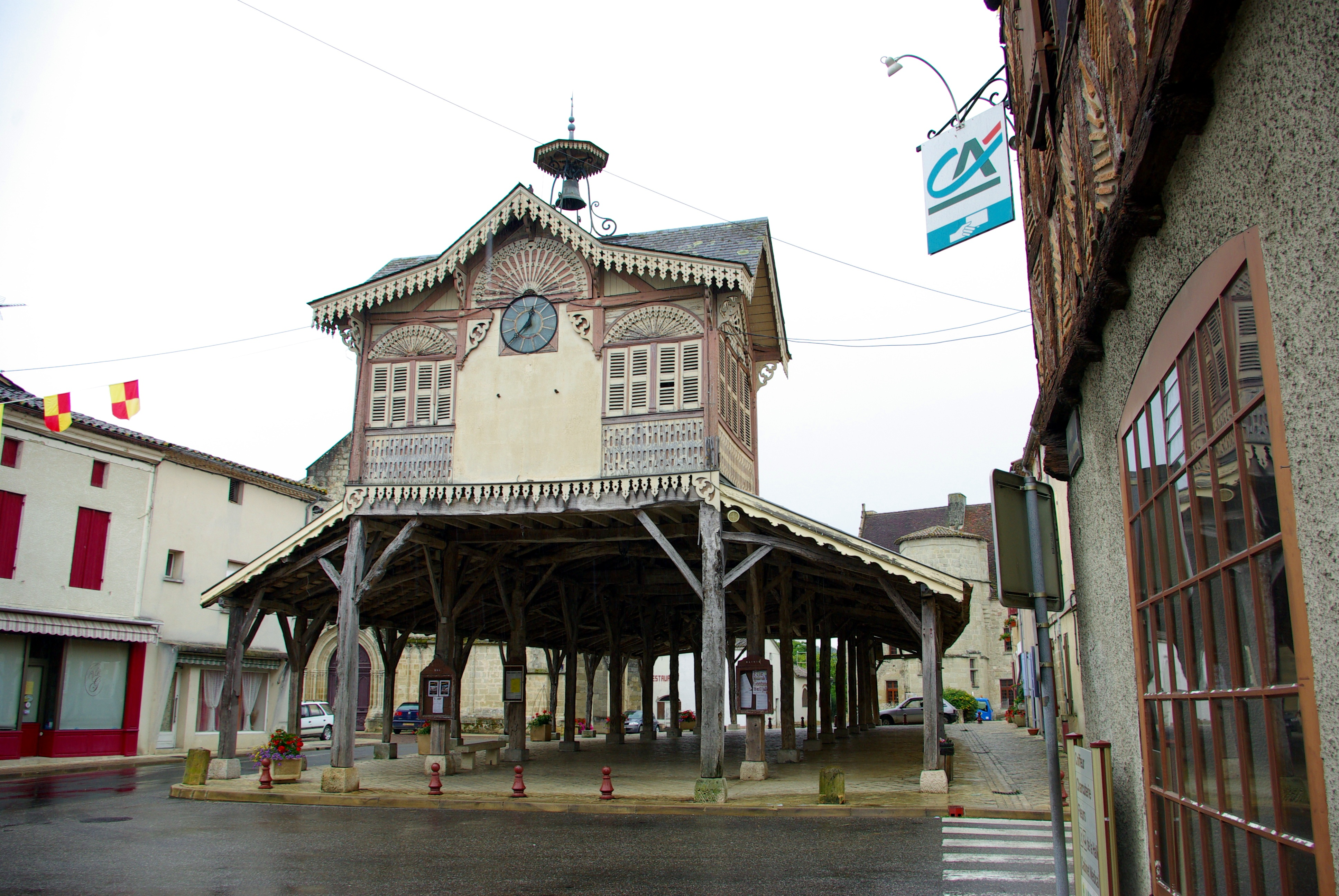
Markthalle

## Gemeindepartnerschaft
Mit der französischen Gemeinde Bantzenheim im Département Haut-Rhin (Elsass) besteht seit 1974 eine Partnerschaft. 

## Persönlichkeiten
- Philippe Tamizey de Larroque (1828–1898), Schriftsteller